# Agostino Ademollo
Agostino Ademollo (Siena, ottobre 1799 – Firenze, 20 giugno 1841) è stato un avvocato, scrittore e storico italiano.

## Biografia
Nato dal pittore milanese professore Luigi Ademollo e da Margherita Cimballi, venne indirizzato dai genitori alla carriera ecclesiastica. Appena in grado di decidere autonomamente, preferì studiare legge all'Università di Pisa e pare che abbia ottenuto un certo successo nella professione, a tal punto che ebbe anche a scrivere, nel 1840, un libro dal titolo Cenni Teorico-pratici del Giudizio Criminale in Toscana secondo la riforma Leopoldina.
A proposito del saggio l'Ademollo in una lettera da parte del professor Carmignani ricevette un commento lusinghiero:
Si interessò di storia e scrisse diversi libri al riguardo: Gli Spettacoli dell'Antica Roma - Descrizione istorica (1837), Istoria di Beatrice de' Cenci (1839), Marietta de' Ricci ovvero Firenze al tempo dell'assedio (1840).
Morì il 20 giugno del 1841 lasciando la moglie Maddalena Gherardi e l'unica figlia Giulia.